# Ari (brazylijski piłkarz)
Arivaldo Alves dos Santos (ur. 19 listopada 1980) – brazylijski piłkarz występujący na pozycji obrońcy.

## Kariera piłkarska
Od 2003 do 2010 roku występował w EC Bahia, Kashima Antlers, SC Internacional, Atlético Mineiro, Fortaleza, Atlético Goianiense, Criciúma, Noroeste, Santa Helena i Icasa.